# Plogen (Peter-I.-Insel)
Der Plogen (norwegisch für Pflug) ist ein eis- und schneebedeckter Gebirgskamm auf der Peter-I.-Insel in der Antarktis. Er ragt zwischen dem Lars Christensentoppen und dem Simonovbreen auf.
Wissenschaftler des Norwegischen Polarinstituts benannten ihn 1987.